# Jean-Baptiste Martin (Maler)

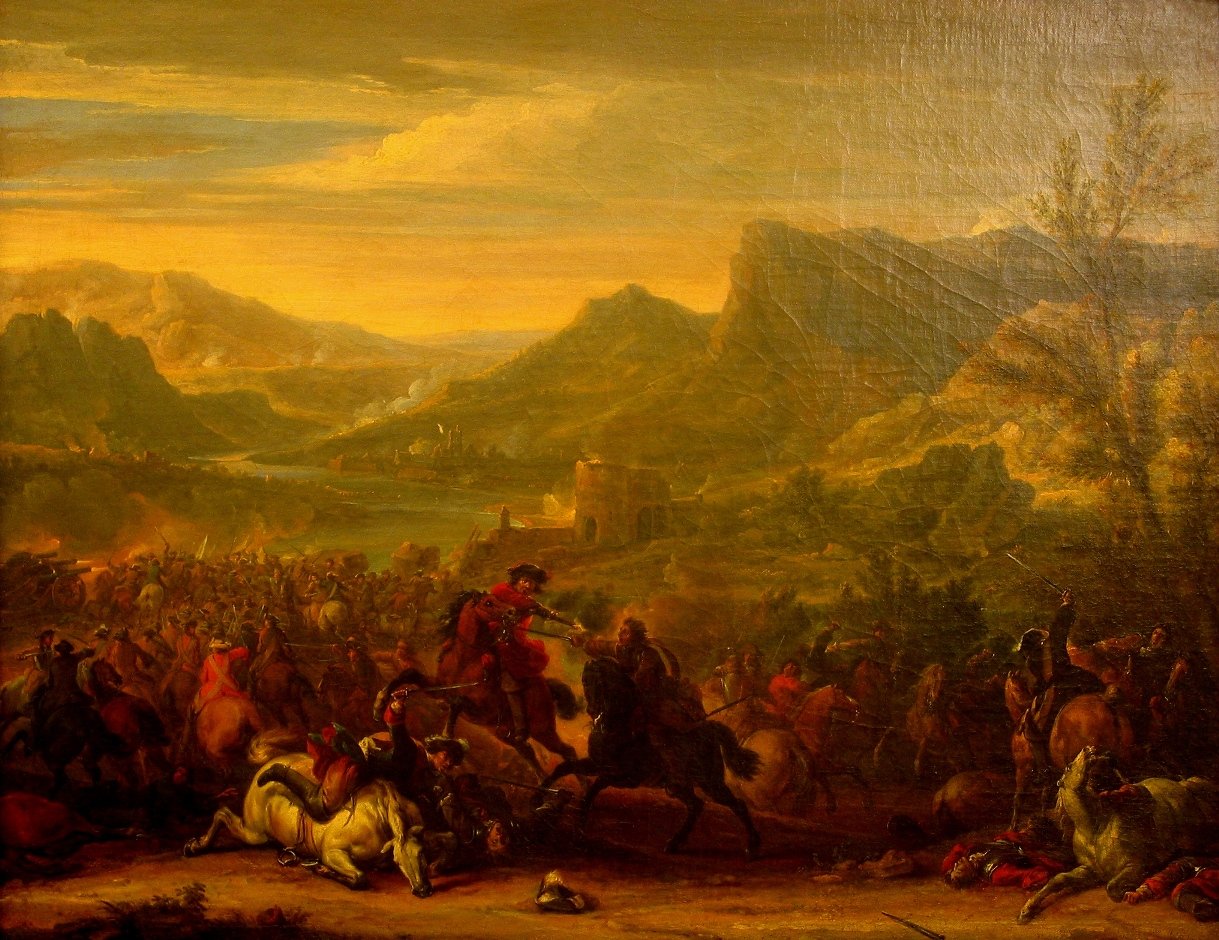
Schlacht bei Calcinato, 1707

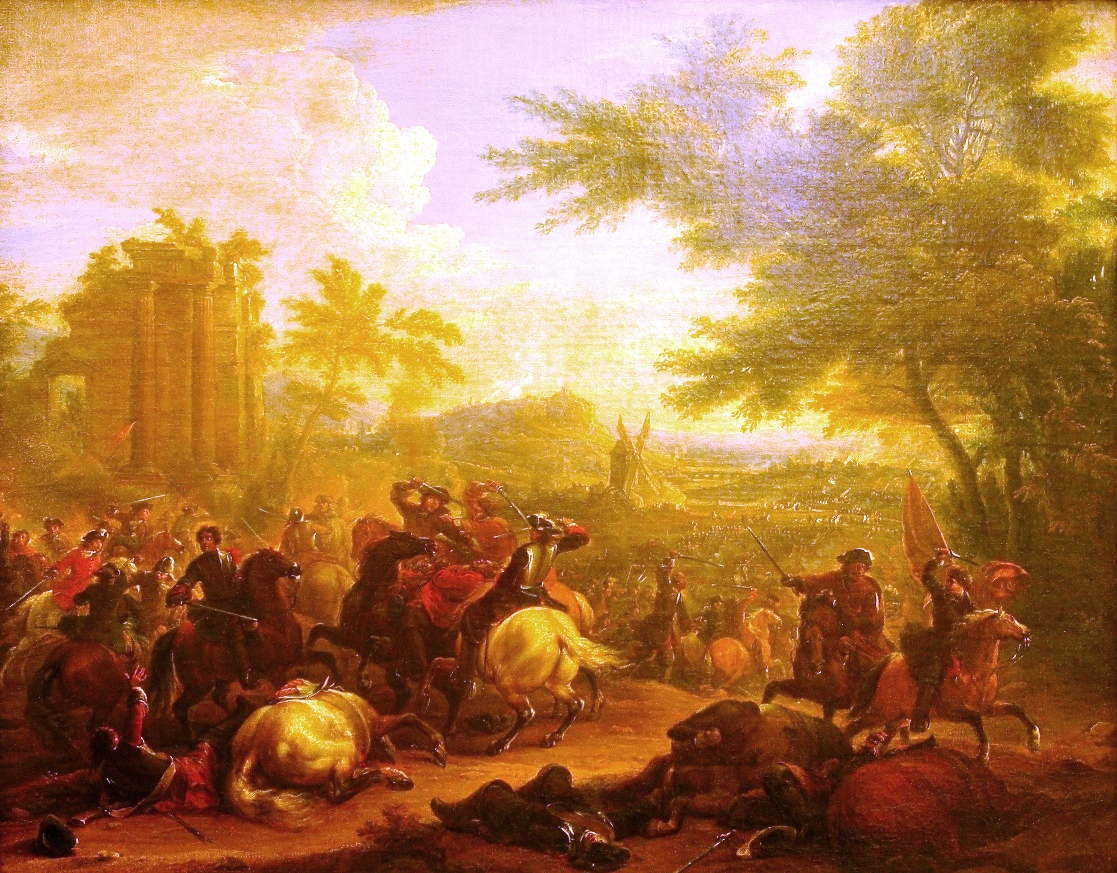
Schlacht bei Cassano, 1706

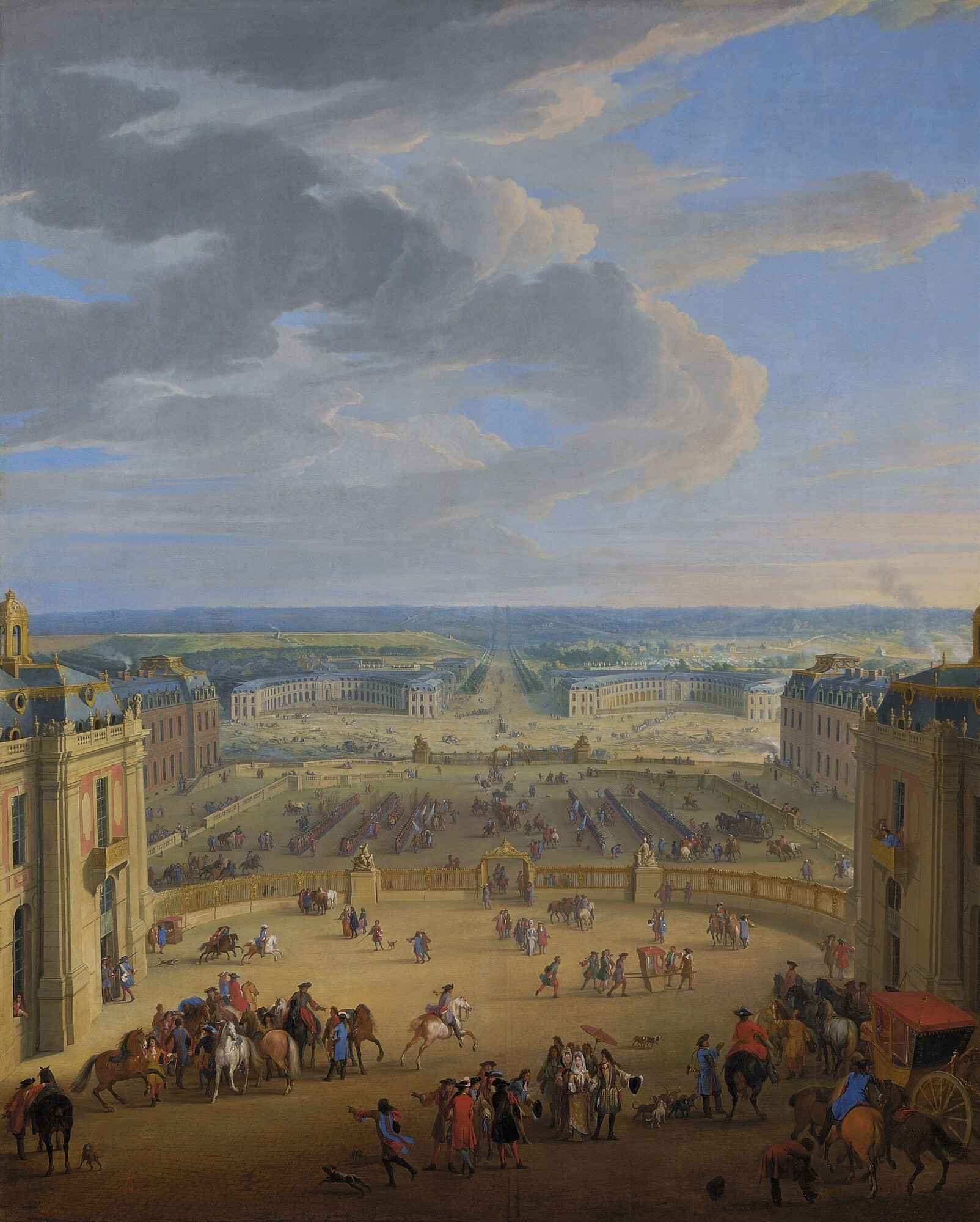
Die königlichen Stallungen von Versailles aus gesehen, 1688, Grand Trianon

Jean-Baptiste Martin (auch genannt Martin des Batailles, * 1659 in Paris; † 8. Oktober 1735 ebenda) war ein französischer Schlachten- und Vedutenmaler.

## Leben und Werk
Jean-Baptiste Martin war ein Schüler und Nachahmer des Adam Frans van der Meulen. Er wurde premier peintre de cônquetes du Roi und begleitete König Ludwig XIV. und den Dauphin in den Jahren 1688/89 und 1691/92 (Pfälzischer Erbfolgekrieg) auf ihren Feldzügen. Dabei malte er Belagerungen und Schlachten sowie Ansichten der königlichen Schlösser. Er schmückte die vier Refektorien des Hôtel des Invalides mit Fresken mit Ansichten der von König Ludwig XIV. eroberten Festungen und führte 1710/12 im Auftrag Herzog Leopolds von Lothringen eine Folge von 20 Darstellungen mit Szenen aus dem Leben dessen Vaters, des Herzogs Karl V. von Lothringen, aus. 

## Werke (Auszug)
Werke von der Hand des Jean-Baptiste Martin befinden sich heute in den Museen von Caen, Dijon, Dole, Douai, Marseille, Metz, Montpellier, München (Bayerisches Nationalmuseum), Paris Louvre, Rouen, Tours, Valenciennes, Schloss Versailles und im Wiener Heeresgeschichtlichen Museum.
- Die Schlacht von Cassano. Öl auf Leinwand, 1706, ca. 50 × 70 cm, Heeresgeschichtliches Museum, Wien
- Die Schlacht bei Calcinato. Öl auf Leinwand, 1707, ca. 50 × 70 cm, Heeresgeschichtliches Museum, Wien[1]
- Porträt Maria Leszczyńska, um 1725, Öl auf Leinwand, Musée d'Ile-de-France, Schloss Sceaux
- Le Prince de Conti à la chasse en vue du Château de Vincennes, 1724, Öl auf Leinwand, Versailles
- Reitergefecht, Öl auf Leinwand, 73 × 92 cm, Privatsammlung
- Die königlichen Stallungen vom Schloss Versailles aus gesehen, um 1688/90, Öl auf Leinwand, 260 × 184 cm, Schloss Versailles
- Blick auf die Orangerie von Versailles, um 1688/90, Öl auf Leinwand, Versailles
- Die Belagerung von Namur, Öl auf Leinwand, Musée d'art et d'archéologie du Périgord, Périgueux.